# Curiango-do-banhado
Noitibó-do-paraná ou curiango-do-banhado (Eleothreptus anomalus)
```
é uma espécie de 
ave
 da família dos bacuraus (ou 
noitibós
). Pode ser encontrada na 
Argentina
, 
Brasil
, 
Paraguai
, e 
Uruguai
.
[
3
]
```